# Marianas Trench
 (octobre 2010).
Si vous disposez d'ouvrages ou d'articles de référence ou si vous connaissez des sites web de qualité traitant du thème abordé ici, merci de compléter l'article en donnant les références utiles à sa vérifiabilité et en les liant à la section « Notes et références ».
Marianas Trench est un groupe de pop rock canadien originaire de Vancouver, en Colombie-Britannique. Le groupe est composé de quatre membres : Josh Ramsay, Matt Webb, Mike Ayley et Ian Casselman.
Il change de style musical au fil des ans et plusieurs de ses chansons explorent plusieurs types musicaux dans le même morceau, le groupe lui-même ne s'est pas identifié comme appartenant à un genre de musique en particulier.

## Biographie
Au départ, le groupe s'appelait Ramsay Fiction et initialement composé de Josh Ramsay, Matt Webb, Steve Marshall et Morgan Hempsted ; après la séparation de Ramsay Fiction, Josh et Matt cherchent d'autres membres. Ils trouvent grâce à une annonce dans le journal Ian Casselman, mais ils cherchent toujours un bassiste. Ils font des auditions et Mike Ayley, qui était le colocataire de Ian en entend parler et est par la suite choisi pour devenir le quatrième membre de Marianas Trench.
Marianas Trench sort son premier album en 2006, Fix Me. Deux ans plus tard, Marianas Trench revient avec Masterpiece Theatre en 2008.
Le 21 novembre 2011, le groupe sort son troisième album, Ever After. Le single Haven't Had Enough qu ien est extrait remporte le prix de morceau de l'année par Alternative Addiction. Sur les trois albums, toutes les chansons sont écrites par Josh Ramsay.

## Membres
- Josh Ramsay - chant, guitare, piano, batterie
- Matt Webb - guitare, chant, piano
- Mike Ayley - basse, chant
- Ian Casselman - batterie, chant